# Kreditmediator
Der Kreditmediator leitete und koordinierte im Auftrag der Bundesregierung den Aufbau eines Kreditmediationsverfahrens in der Bundesrepublik Deutschland. Er sollte als bank-unabhängiger, neutraler Vermittler das Mediationsverfahren zwischen kreditsuchenden Unternehmen und Kreditwirtschaft koordinieren und die Unternehmen bei Bedarf in den verschiedenen Phasen des Verfahrens begleiten. Ziel war es, geeignete Wege für eine Lösung zwischen allen Beteiligten zu erarbeiten und damit für Vorhaben eine Finanzierung zu ermöglichen.

## Koordination
In mehreren Ländern wurde nach der Finanzkrise ab 2007 die Funktion eines Kreditmediators geschaffen, als weltweit Kreditinstitute sich bei der Kreditvergabe zurückhielten und deshalb über eine sich abzeichnende Kreditklemme diskutiert wurde. Die Aufgabe dieses Mediators sollte sein, bei Konflikten zwischen Kreditinstituten und kreditsuchenden Unternehmen bei Kreditablehnung zu vermitteln. Die jeweiligen Regierungen erhofften sich hierdurch, Arbeitsplatzverluste durch Finanzierungsschwierigkeiten von Unternehmen zu reduzieren. Der Mediator begann aufgrund eines Antrags durch das kreditsuchende Unternehmen mit einer Situationsanalyse, kontaktierte das beteiligte Kreditinstitut mit der Bitte um eine Stellungnahme und entschied dann über die weitere Vorgehensweise.

## Deutschland
In Deutschland schuf die Bundesregierung Anfang Dezember 2009 das Amt des Kreditmediators und berief Hans-Joachim Metternich, den Sprecher der Geschäftsführung der Investitions- und Strukturbank Rheinland-Pfalz (ISB) GmbH in dieses Amt. Der Sitz des Kreditmediators war Frankfurt am Main. Am 1. März 2010 nahm der Kreditmediator seine Arbeit auf. Ab dem 31. März 2010 bis Ende 2011 war eine Antragstellung auf Kreditmediation möglich.

## Frankreich
In Frankreich wurde im November 2008 auf Initiative von Präsident Nicolas Sarkozy als erstes Land die Stelle eines Kreditmediators eingerichtet. Der Kreditmediator Gérard Rameix erklärte, im ersten Jahr des Bestehens des Amtes mehr als 34.000 Vorgänge behandelt zu haben, bei denen es um Kreditangelegenheiten von mehr als 8.500 Unternehmen gegangen sei. Er nimmt für sich in Anspruch, 1,8 Milliarden Euro an zusätzlichen Krediten veranlasst und damit mehr als 270.000 Arbeitsplätze gesichert zu haben.